# Artemisia bottnica
Artemisia bottnica là một loài thực vật có hoa trong họ Cúc. Loài này được Lundstr. ex Kindb. mô tả khoa học đầu tiên năm 1877.